# Den sorte Kugle
Den sorte Kugle er en dansk stumfilm fra 1917, der er instrueret af Martinius Nielsen efter manuskript af Anders J. Eriksholm.

## Handling
Denne artikel mangler et handlingsreferat. Hjælp os med at skrive det.

## Medvirkende
- Carl Lauritzen - Bankdirektør Dürer
- Ingeborg Spangsfeldt - Ethel, Dürers datter
- Anton de Verdier - John Allin, ingeniører
- Tronier Funder - Robert Wiggin, ingeniører
- Johannes Ring - Fabrikant Tayner
- Zanny Petersen - Nelly, Tayners datter